# Az őszibarack-virágos forrás

Csiu Jing (Qiu Ying) Tao Jüan-ming (Tao Yuanming) csodaországa című műve a Ming-dinasztia korából

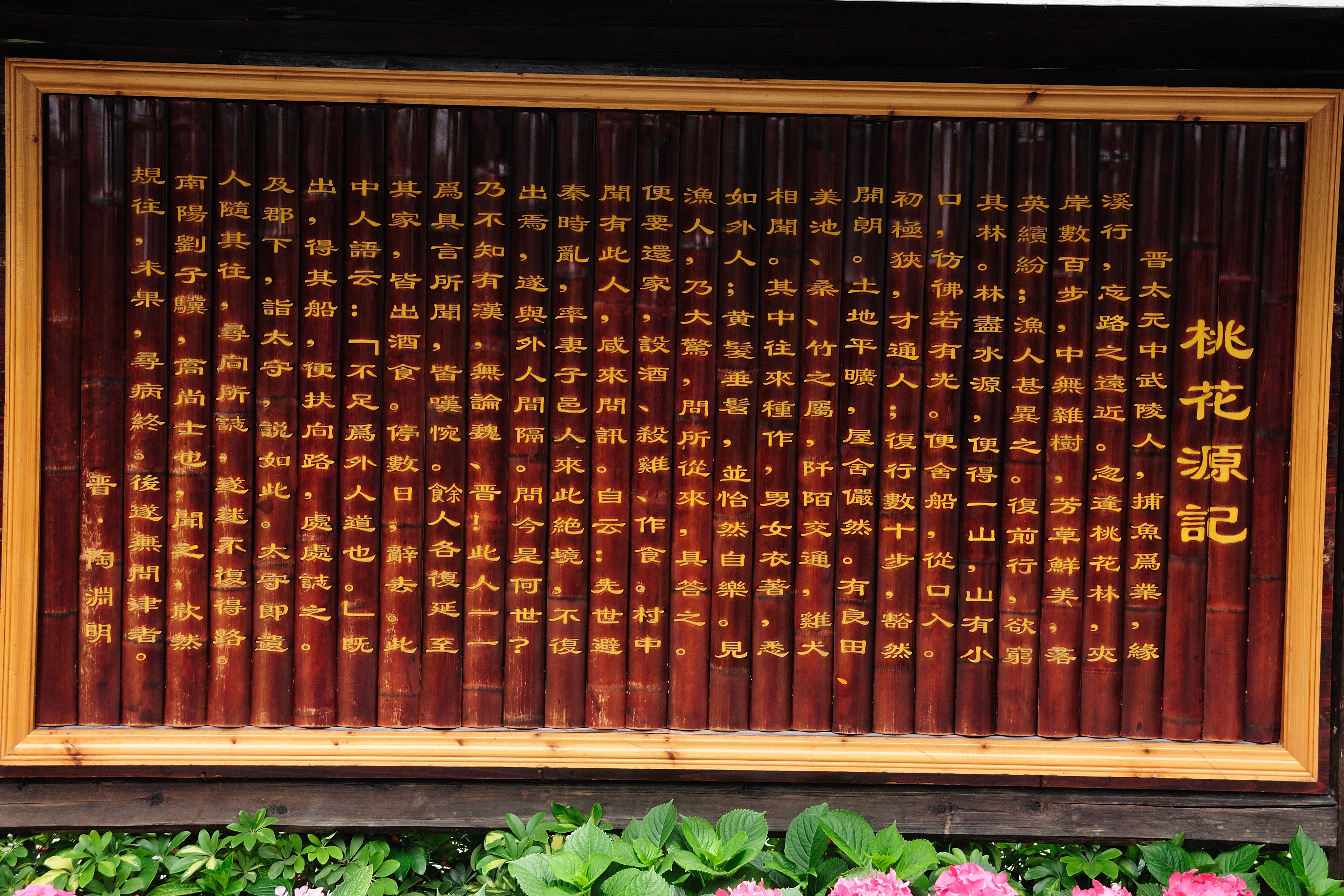
Az őszibarack-virágos forrás szövege Kuanghsziban (Guangxiban)

Az őszibarack-virágos forrás (kínai: 桃花源 記; magyaros átírással: Tao-hua jüan csi (pinjin: Tao Hua Yuan Ji; hangsúlyjelekkel: Táo Huā Yuán Jì; kínai: 桃花源 記)) Tao Jüan-ming (Tao Yuanming) (陶渊明, kb. i.sz. 365-427) kínai költő 421-ben írt meséje.
A történet a Csin-dinasztia (Jin-dinasztia) Taj-jüan (Taiyuan) korszakában (i.sz. 376–396) játszódik. Egy vulingi (wulingi) halász véletlenül egy rejtett völgyben gyönyörű őszibarackligetre bukkant, ahol boldog és tartalmas életet élő emberekkel találkozik, akik a Csin-kor (Qin-kor) (i.e. 221 – i.e. 207) óta éltek elszigetelten a világtól.
Egyes kutatók a történetben James Hilton Shangri-Lájának előképét vélik felfedezni. Manapság sokan a világtól elzárt völgyben hierarchia és törvények nélkül élő falusiak világát anarchista utópiának tekintik. Mások egyszerűen a letűnt ifjúsággal kapcsolatos nosztalgiát látják benne.
Az őszibarack a kínai mitológiában sokoldalú jelkép. Többek között a halhatatlanság szimbóluma is. Így a mese helyszíne egyfajta földi paradicsom.
Mint Shangri-Lával kapcsolatosan is, Az őszibarack-virágos forrás völgyének helyszínével kapcsolatosan is viták folytak és folynak Kínában, hol is volt eredetileg, és a legkülönbözőbb helyeket próbálják azonosítani vele.

## A történet
Egy vulingi (wulingi) halász, Tao-csen (Taochen) a Huang-nemzetségből egyszer messzi vizekre kóborolt, és véletlenül egy gyönyörű őszibarackligetre bukkant. A közeli hegy oldalában egy keskeny átjárón keresztül váratlanul egy külvilágtól rejtett, nagy völgybe jutott, amelyben gazdag szántóföldek között impozáns házakat látott. Az emberek ruházata idegennek tűnt ugyan, de barátságosan fogadták és kikérdezték. Kiderült, hogy a Csin-kor (Qin-kor) (i.e. 221 – i.e. 207) idején a háború és káosz elől menekültek ebbe a rejtett völgybe, és azóta élnek itt teljes elszigeteltségben a külvilágtól. A halász néhány napot töltött közöttük, megismerte irigylésre méltó, boldog, gondtalan életüket. De mégis honvágya támadt, ám csak úgy engedték el, hogy megígérte, nem fedi fel titkukat. Ám ígérete ellenére az úton jeleket hagyva maga után tért haza. A tartomány fővárosába ment, és jelentést tett a prefektusnak, Liu Hszinnek (Liu Xinnek), aki kijelölt mellé egy kísérőt azzal, hogy mutassa meg az utat a völgybe, azonban nem sikerült visszatalálnia oda.
A nanjangi (nanyangi) Liu Ce-csi (Liu Ziji) tudós mikor meghallotta ezt a történetet, minden vágya az volt, hogy meglátogathassa ezt a helyet, de nem tudta megvalósítani tervét, mert előtte betegségben meghalt. Ezek után többé nem keresték ezt a helyet. A virágzó barackfák világa azonban Ázsiában az évszázadok során folyamatosan népszerű történet marad.

## Magyarul
- A pillangó álma – a régi Kína bölcsessége, 102 oldal, Helikon, Budapest, 1992, ISBN 963-208-234-6; 2005, ISBN 963-2089-38-3, benne: Az őszibarack-virágos forrás, fordította: Eörsi István, Pákozdy Ferenc vagy Szed Dénes[8] valamint Vers az Őszibarackvirágos forrásról Kara György fordításában
- A rászedett kísértet – Régi kínai kísértethistóriák és más különös történetek, fordította: Csongor Barnabás, Kara György, Pikó Anna, Tőkei Ferenc, Nippon Grafikai Stúdió, Budapest, 1995, ISBN 963-853-560-1, 142 oldal, benne: Az őszibarack-virágos forrás, 55–57. oldal Online

## Feldolgozások
A mesének számos irodalmi feldolgozása született az évszázadok során, és sok festő kísérelte meg visszaadni a hely csodás hangulatát:
- Vers az Őszibarackvirágos forrásról, a Szou Sen Hou Csi (Sou Shen Hou Ji) című elbeszélésgyűjteményből, amelyet szintén Tao Jüan-ming (Tao Yuanming)nek tulajdonítanak[9]
- Vang Vej (Wang Wei) (699-759) 718-ban írt azonos címmel átdolgozást. (Kim Stanley Robinson: Vörös Hold című regényének egyik szereplője, és a verset idézi is)
- A történetet később Han Jü (Han Yu) (768–824) és Vang An-si (Wang Anshi) (1021–1086) költők is feldolgozták.
- An Gyeon koreai festő nagy erővel tudta felidézni a varázst, amely a legrégebbi fennmaradt koreai tájfestmény.
- A barackvirágos forrás, kínai rajzfilm, 2006

Si Zsuj (Shi Rui) Az őszibarack-virágos forrás mennyországa című festménye (1445)
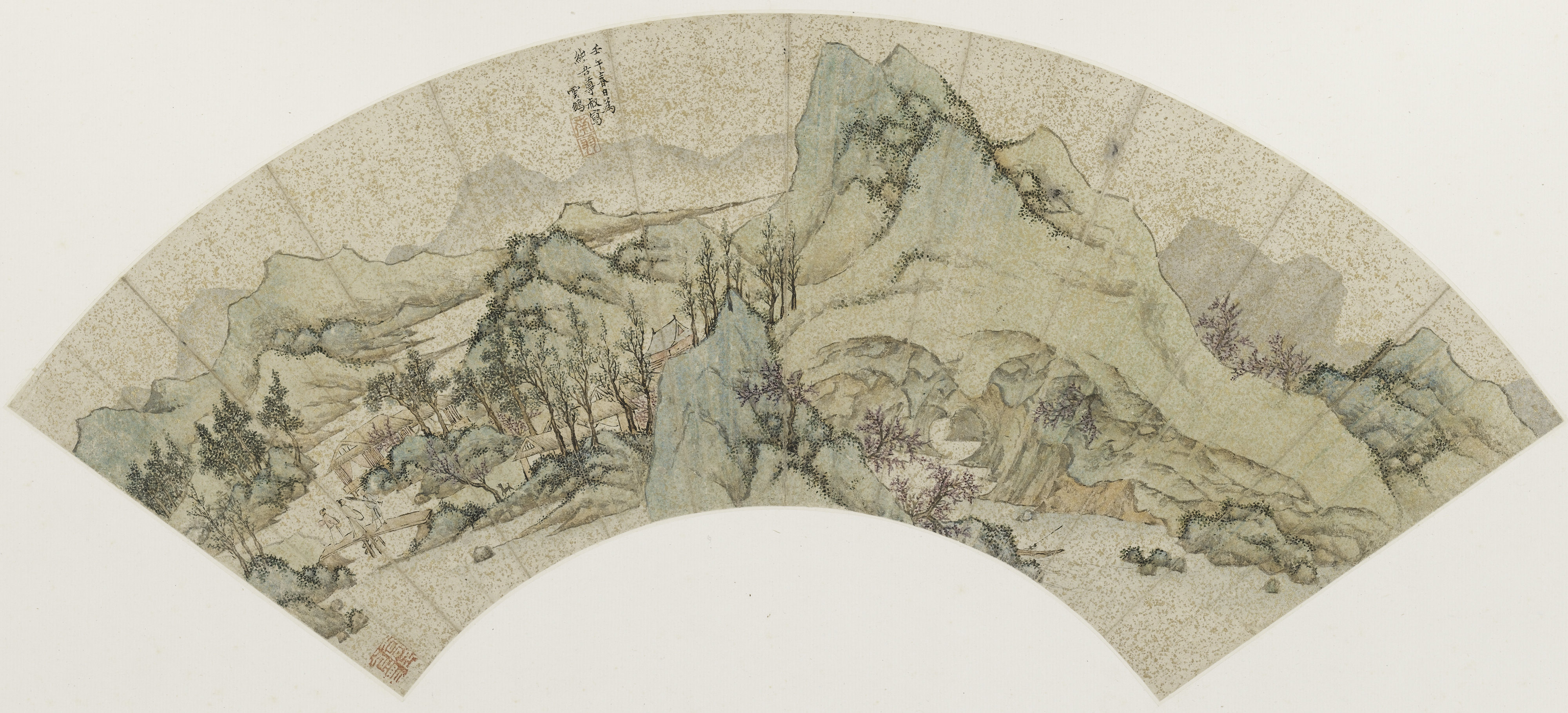
Ting Jün-peng (Ding Yunpeng) 1582-es Az őszibarack-virágos forrás című műve

## Lásd még
- Shangri-La